# Kaizen Editores
Kaizen Editores es una editorial gaditana principalmente dedicada a la publicación de obras relacionadas con la ciudad de Cádiz.  

## Origen
Kaizen Editores nació de la mano de dos escritores gaditanos con el objeto de ofrecer un servicio de autopublicación de calidad. Sin embargo, pronto lanzaron una línea propia de edición, comenzando su andadura con la obra "Lito en Marte" del ilustrador argentino Yael Lopumo en 2019, obra publicada en Buenos Aires. Desde ese momento, han compaginado ambas modalidades de edición, si bien la edición tradicional ganó peso desde 2022 con el nacimiento de la colección Impacto y con la línea de novela negra.    
Apuestan por una edición sostenible en la que se "impriman los libros que se van a vender', según defiende Daniel Lanza Barba, uno de sus editores, para luchar contra la tala indiscriminada desde su posición editorial.
En 2024, en colaboración con el Ayuntamiento de Cádiz lanzan la I Semana Negra de la ciudad con el título de Gaditanoir.

## Línea editorial

### Ficción

#### Novela Histórica
Cuenta con una línea de novela histórica que comenzó con "El caballero de la Frontera" de Margarita Lozano,y continuado con "El criado de Velázquez", Juan Manuel Sainz Peña, que recibió el V Premio Internacional de Novela Ciudad de Almería; y "Solo diré adiós", de Manuel Devesa, biografía autorizada y novelada del carnavalero gaditano Paco Alba. 

#### Novela Negra
En 2020 la editorial lanza una línea de literatura negra  "El asesino de la lista" (Javier Fornell, 2020), que ha crecido con "Pasión y Muerte" de Luis Rodríguez Guerrero y "Corpore Insepulto" de Alberto Puyana las dos con un alto contenido gaditano en su páginas.

#### Impacto
También en 2022 publican el número 1 de la colección Impacto, que se inaugura con la obra "La odisea del Labrador" del autor murciano Juan F. Marín. Colección que definen como una apuesta por "autores con una calidad contrastada pero que se escapan de los cánones preestablecidos en los géneros literarios"
| Volumen | Título                 | Autor                  | Año  |
| ------- | ---------------------- | ---------------------- | ---- |
| 1       | La Odisea del Labrador | Juan F. Marín          | 2022 |
| 2       | El viaje de Maisah     | Salvador Pérez Malvido | 2023 |
| 3       | El Café de Levante     | Cristina Ruiz Guerrero | 2023 |
| 4       | Sangre Quemada         | Alex Medina R.         | 2024 |
| 5       | Insulina               | Pedro Padilla          | 2024 |

#### Relatos
Además de los libros surgidos de los premios de Riverside, cuenta con una línea de relatos en la que destacan las obras de Javier Ramírez ("El arca de la mentiras"), "Universos Paralelos" (Joseph B. MacGregor, 2021) o "Un extraño caso de Diógenes" de Francisco Chaparro; entre otros. 

### Otras temáticas
También han lanzado una línea de miscelánea en la que recogen desde obras de filosofía como "Sentencias" (Miguel Alex, 2019), hasta novela erótica como la bilogía de Israel de la autora Gaby Taylor o ficción con tintes fantásticos como "Desde el otor lado" de Lourdes Tello.
En 2022 lanzó también una línea de facsímiles con la obra Spanish Scenery, de George Vivian
La editorial cuenta con una línea de proyectos educativos, que comenzaron con Las Travesuras de Zolfa (Almudena Fuentes, 2019) y continuó con "Cuentos para Senderistas" del profesor algecireño Paco Estacio.

### Temática Local
Entre sus líneas editoriales destaca la temática local, que iniciaron en 2019 con la publicación de "El Obispo civil" de José Blas Fernández Sánchez, continuando con "Historia de una devoción" (Miguel García Díaz, 2020) y en 2021 con la publicación benéfica "El Carnaval birlado. El libreto de 2021", que tendría continuación con los libretos de 2022 y 2023, coordinados por Manolo Camacho, que en ese mismo 2021 publica en Kaizen Editores "Sandokán - Juan José. La vida tal cual viene", biografía del exjugador del Real Madrid, Cádiz CF y de la Selección Española de Fútbol Juan José Jiménez.
También publican libros de divulgación sobre la zona como "Las Canteras de San Cristóbal" de Alberto Castrelo.

### Kaizen Académico
En 2021 lanzaron una nueva línea editorial con el objetivo de dar a conocer tesis doctorales y trabajos de investigación que no encuentran lugar en la edición tradicional, iniciándose la colección con "El Cádiz Medieval a través de sus familias" de Javier Fornell; obra que fue seguida por "Isis, la diosa el Mar" del Israel Santamaría. En 2023 publicaron en esta colección las obras: "La visión de los monstruos en el mundo hispánico. Siglos XVI a XVIII" de Alejandra Flores de la Flor; y "Salinas de San Fernando. I Recorrido histórico" de Alejandro Díaz Pinto
| Título                                                               | Autor                         | Año  | Temática                          |
| -------------------------------------------------------------------- | ----------------------------- | ---- | --------------------------------- |
| El Cádiz medieval a través de sus familias                           | Fco. Javier Fornell Fernández | 2021 | Historia social y de las familias |
| Isis, la diosa del mar                                               | Israel Santamaría             | 2022 | Historia religiosa                |
| La visión de los monstruos en el mundo hispánico. Siglos XVI a XVIII | Alejandra Flores de la Flor   | 2023 | Teratología                       |
| Salinas de San Fernando. Vol. I Recorrido histórico                  | Alejandro Díaz Pinto          | 2023 | Historia social e industrial      |
| Salinas de San Fernando. Vol. II Aspectos etnográficos y culturales  | Alejandro Díaz Pinto          | 2024 | Etnográfia                        |
| Los inicios de la navegación a vapor en la bahía de Cádiz            | Lydia Pastrana Jiménez        | 2024 | Historia de la navegación         |

## Premios The Riverside
En 2021 presentaron el primer Premio de Relatos The Riverside, dedicado a la temática de intriga y negra en zonas costeras, que se entrega anualmente en Barbate. Desde el año 2023, el premio está dotado con 150 € para el ganador y la publicación de la antología con los relatos finalistas.
| Año  | Premio | Ganador                 | Relato Ganador           | Finalistas |
| ---- | ------ | ----------------------- | ------------------------ | --- |
| 2021 | I      | Santiago Pérez Malvido  | Nocturno en plata y azul | - Alberto Puyana - Cristina Vázquez Torres; - Ivan Guirola Gómez; - Juan Carlos Candón Andrades; - Juan José López Cartón; - Luis M. Rossi; - Manuel Monge Lorenzo; - Marco Antonio Marcos Fernández; - María Martínez García. |
| 2022 | II     | Cristina Ruiz Guerrero  | El bar del puerto        | - Esteban Sánchez Toscano - Aurora Ponferrada Espinosa - Paco Martínez - Sara Revuelta - Máximo Rodríguez - Cristina Granado Piñero - Juana Mª Andrades Navarro - Ana Ibáñez Mejías - Conchi Fernández.                        |
| 2023 | III    | Jesús Relinque Pérez    | Los invasores            | - Manuela B. C. - María Dolores Malia Fernández. - Patricia Gallardo |
| 2024 | IV     | Sebastián García Sancho | La bella escondida       | - Patricia Gallardo Soriano. - Yolanda Fernández Benito. - Iván Rey García. - Elena Romero Bonilla. - Gaby Taylor. - Miguel de la Viesca - José Manuel Infante Gómez. - David Periñán Yuste. - Juan David Vargas Pérez.        |
| 2025 | V      | Convocado               |                          | |

## Autores notables
- Alberto Castrelo
- Alberto Puyana
- Alejandra Flores de la Flor
- Alejandro Díaz Pinto
- Alex Medina R.
- Almudena Fuentes Puntas
- Cristina Ruiz Guerrero
- Francisco Chaparro
- Israel Santa María
- Javier Fornell
- Javier Ramírez
- Jesús Relinque
- José Blas Fernández Sánchez
- Juan F. Marín
- Juan Manuel Sainz Peña
- Lourdes Tello
- Luis Rodríguez Guerrero
- Lydia Pastrana Jiménez
- Manuel Devesa Molina
- Manuel Camacho
- Miguel Alex
- Miguel García Díaz
- Pedro Padilla
- Rafael Marín
- Santiago Pérez Malvido
- Yael Leonardo Lopumo